# Agente de desarrollo local
El Agente de Desarrollo Local es una profesión relativamente nueva, enfocada a la realización y ejecución de planes que contribuyan al desarrollo de una comunidad. Sus primeros antecedentes en España son en los años 50 en programas de desarrollo rural y agrario.
Lorenzo Barbero (1992) define al Agente de Desarrollo Local como un operador público o privado al servicio del público, que promueve, organiza y elabora a nivel territorial operaciones integradas de desarrollo local, de las que son protagonistas las instituciones, las fuerzas técnicas, sociales y empresariales
La Orden de 15 de julio de 1999 del Ministerio de Trabajo y Asuntos Sociales en el artículo 7.1 los define así:
Los Agentes de Empleo y Desarrollo Local se configuran como trabajadores de las corporaciones locales o entidades dependientes o vinculadas a una Administración local que tienen como misión principal colaborar en la promoción e implantación de las políticas activas de empleo relacionadas con la creación de actividad empresarial, desarrollándose dicha colaboración en el marco de actuación conjunta y acordada de la entidad contratante y el Instituto Nacional de Empleo.

## Requisitos
No existe una titulación oficial obligatoria para ejercer esta profesión, pero la mayoría de los profesionales que se dedican al desarrollo local y al empleo suelen tener una titulación académica relacionada con las Ciencias Sociales y/o Jurídicas: Económicas, Administración de Empresas, Derecho, Psicología, Pedagogía, Sociología, Publicidad y Relaciones Públicas, Filosofía, Antropología, Ciencias Políticas, Gestión y Administración Pública, Ciencias del Trabajo, Trabajo Social, Ingeniería Agrónoma, Magisterio, Geografía, Empresariales, Educación Social  o Graduado social.
La universidad no prepara directamente para ejercer esta profesión, lo que hace necesaria una formación complementaria, que normalmente se adquiere a través de la realización de Masters universitarios, fundamentalmente surgidos del campo científico de la Geografía.
El conocimiento de esta serie de materias puede resultar muy útil en el ejercicio profesional de un ADL:
- Conocimientos jurídicos en derecho administrativo, mercantil, laboral, civil patrimonial, urbanístico, fiscal y financiero. Esto facilita la relación con proveedores públicos, el fomento del empleo y la comprensión de las convocatorias
- Conocimientos económicos y de gestión empresarial, para realizar diagnósticos y planes de actuación sobre el territorio, ayudar a empresas locales y realizar una buena intermediación laboral que facilite la promoción del empleo, con una perspectiva de género, realizando una discriminación positiva en los programas y acciones.
- Conocimientos acerca del manejo de las tecnologías de la información y comunicación, informáticos y de gestión medioambiental.
- Conocimientos psicológicos, pedagógicos y de intervención social, que faciliten la adecuada orientación profesional de los ciudadanos, el establecimiento de planes formativos y la disminución de la exclusión social, con una especial atención a las Zonas con necesidades de transformación social, a las minorías y a las personas en riesgo de exclusión social
- Conocimiento de idiomas que facilite la atención a los inmigrantes

## Funciones
La Orden del 15 de julio de 1999 define las siguientes funciones:
- Prospección de recursos ociosos o infrautilizados, de proyectos empresariales de promoción económica local e iniciativas innovadoras para la generación de empleo en el ámbito local, identificando nuevas actividades económicas y posibles emprendedores.
- Difusión y estímulo de potenciales oportunidades de creación de actividad entre los desempleados, promotores y emprendedores, así como instituciones colaboradoras.
- Acompañamiento técnico en la iniciación de proyectos empresariales para su consolidación en empresas generadoras de nuevos empleos, asesorando e informando sobre la viabilidad técnica, económica y financiera y, en general, sobre los planes de lanzamiento de las empresas.
- Apoyo a promotores de las empresas, una vez constituidas éstas, acompañando técnicamente a los mismos durante las primeras etapas de funcionamiento, mediante la aplicación de técnicas de consultoría en gestión empresarial y asistencia en los procesos formativos adecuados para coadyuvar a la buena marcha de las empresas creadas.
- Cualesquiera otras que contribuyan a garantizar la misión principal enunciada en el artículo 7.1.

Como agentes promotores de empleo local tienen una función informativa, una función productiva y una función orientadora. La función informativa consiste en ofrecer información y asesoramiento sobre nuevas ocupaciones y actividades económica, la función productiva trata de generar contenidos sobre esas nuevas ocupaciones y actividades, y la función orientadora consiste en hacer difusión y promoción de las nuevas oportunidades profesionales entre personas que buscan empleo, quieren mejorar su perfil profesional o quieren crear su propia empresa.
Pero el desarrollo local no consiste únicamente en el desarrollo del empleo. Hay otros aspectos que también son competencia de los Agentes de desarrollo local como diseñar y poner en marcha planes de desarrollo local.
Esta labor consiste principalmente en reconocer, detectar e investigar en un área determinada, sus recursos y posibilidades de desarrollo, catalogarlos, definir la demanda, características y necesidades, analizar proyectos y su impacto y puesta en marcha de iniciativas.
El ámbito de actuación del desarrollo abarca todas las áreas y actividades de los grupos humanos, y el Agente de desarrollo local ha de intervenir en cualquier iniciativa de desarrollo, dinamización u organización del territorio:
- en la integración de los recursos culturales y naturales; en la planificación territorial realizando proyectos que promuevan un desarrollo equilibrado y no agresivo de la oferta cultural y turística, procurando una buena calidad de los servicios;
- en las actividades de dinamización sociocultural, afirmación y reconocimiento del patrimonio y los recursos locales;
- en el control de la calidad ambiental y las posibilidades de desarrollo;
- en la puesta en marcha de iniciativas económicas.

En resumen, el objetivo del Agente de desarrollo local es trabajar por el desarrollo sostenible, satisfaciendo las necesidades actuales y garantizando que otras puedan ser satisfechas en el futuro; comprometerse en el reparto de los recursos y conseguir que los beneficios del crecimiento recaigan sobre la vida de las personas.